# Национален колеж „Свети Сава“
Националният колеж „Свети Сава“ (на румънски: Colegiul Național „Sfântul Sava”) е средно училище в Букурещ, днес сред най-престижните в Румъния.
Името си дължи на манастира „Свети Сава“, където е разположен първоначално, а днес се намира Букурещкият университет.
Той е пряк наследник на висшия Колеж „Свети Сава“ (1821 – 1864) и косвен наследник на най-ранното висше училище (1694 – 1821) във Влашко.
Води историята си от висшата Княжеска академия (на румънски: Academia Domnească), основана от влашкия княз Константин Бранковяну през 1694 г. Скоро след създаването ѝ се нарежда (заедно с Великата народна школа в Цариград) сред най-престижните училища на Балканите.
Обучението в академията отначало е на гръцки език, преподава се и на румънски език от 1818 г. Заради подривната дейност на гръцката революционна организация „Филики Етерия“ султанът на Османската империя закрива гръцките училища през 1821 г.; на мястото на гръкоезичната академия се създава румъноезичната Княжеска академия „Свети Сава“ (на румънски: Academia Domnească de la Sfântul Sava).
От 1776 г. с указ на Александру Ипсиланти Стари обучението в Академията е организирано в 5 цикъла, всеки с продължителност 3 години. През 1831 г. то е в 3 етапа: хуманитарни науки (гимназия, 4 години), допълващо обучение (3 години), специални курсове (висше образование, 3 години). Първата румънска библиотека е създадена в училището през 1836 г.
През 1864 г. учебното заведение е разделено от княз Александър Куза на 2 нови училища:
- средно: познато като Колеж „Свети Сава“;
- висше: Букурещки университет.

В периода от 1948 до 1990 г. училището се казва Лицей „Николае Бълческу“ (на румънски: Liceul „Nicolae Bălcescu”). Наименуван е в чест на Николае Бълческу (на румънски: Nicolae Bălcescu, 1819 – 1852), възпитаник на Академията, историк, взел участие в движението за обединение и независимост на васалните княжества Влахия и Молдова, начело на радикалното крило в неуспешната Влашка революция през 1848 г., посмъртно избран за член на Румънската академия през 2015 г. След Румънската революция лицеят е преименуван на Национален колеж „Свети Сава“.